# Pseudamathes volloni
Pseudamathes volloni là một loài bướm đêm trong họ Noctuidae.